# Chanel (cão)
Chanel (Newport News, 6 de maio de 1988 – Port Jefferson Station, 28 de agosto de 2009) foi uma cadela, da raça dachshund, estadunidense. Até o momento da sua morte, figurou no Guinness World Records com o título do cão com maior longevidade do mundo. O registro no Guinness ocorreu no seu aniversário de 21 anos, em maio de 2009, poucos meses da sua morte, que ocorreu de causas naturais.